# Who's fooling who
Who's fooling who was de twintigste single van de symfonische rockgroep Kayak.
Het nummers dat gaat over het (mogelijke) dubbelleven van een rockster; op het podium in volle glorie, zonder publiek een ineengekrompen man. Who's fooling who was een van de drie nieuw gecomponeerde tracks van het album Eyewitness. De B-kant werd gevormd door Irene, ook van dat album; een instrumentaal hommage aan degene die de tekst schreef voor Who's fooling who. De single haalde niet eens de tipparade van de Nederlandse Top 40 en in begin 1982 hief Kayak zich op. De volgende single was Close to the fire, een bewerkt nummer van het eerste reüniealbum Close to the fire uit 2000.